# Tetraloniella ogilviae
Tetraloniella ogilviae là một loài Hymenoptera trong họ Apidae. Loài này được Cockerell mô tả khoa học năm 1935.